# 新晃工業
新晃工業株式会社は、大阪市北区に本社を置く空調機器の製作、販売をする会社である。
特にセントラル空調機器の分野では、国内シェアの40%を占めるトップメーカーである。あべのハルカスや東京スカイツリーなど国内の著名な建物に多くの導入実績がある。東証プライム上場企業。JPX日経中小型株指数の構成銘柄の一つ。

## 歴史
- 昭和25年6月 - 業務用冷暖房機器の製造販売を目的として会社を設立。
- 昭和40年8月 - 東日本の生産拠点として、神奈川県秦野市に新晃空調工業株式会社(現 新晃空調工業株式会社神奈川工場(連結子会社))を設立。
- 昭和51年1月 - 新晃空調サービス株式会社(現 新晃アトモス株式会社(連結子会社))を設立。
- 昭和51年12月 - 日本ビー・エー・シー株式会社(連結子会社)を設立。
- 昭和56年3月 - 西日本の生産拠点として、岡山県津山市に岡山新晃工業株式会社(現 新晃空調工業株式会社本社・岡山工場(連結子会社))を設立。
- 昭和60年8月1日 - 大阪証券取引所市場第二部に上場。
- 昭和62年5月 - 合弁会社上海新晃空調設備有限公司を設立。
- 平成7年1月 - 新晃アトモス株式会社の出資により、ガス系消火設備の設計・施工等を目的とした新晃テクノス株式会社を設立。
- 平成8年3月 - 建築用資材事業を目的とした株式会社サン・マテックを設立。
- 平成15年12月 - SINKO SALES(THAILAND)CO.,LTD.(平成３年３月資本参加)を完全子会社とする(現 SINKO AIR CONDITIONING(THAILAND)CO.,LTD.(連結子会社))。
- 平成17年3月 - 株式会社大仁サン・マテック(旧 株式会社サン・マテック)は、建築用資材事業を営業譲渡(平成18年12月清算結了)。
- 平成17年10月 - 上海新晃空調設備有限公司は組織変更に伴い、上海新晃空調設備股有限公司に商号変更。
- 平成18年3月 - 新晃テクノス株式会社は、その営業を新晃アトモス株式会社に譲渡(平成19年３月清算結了)。
- 平成20年12月 - SINKO AIR CONDITIONING(THAILAND)CO.,LTD.が、ISO9001認証を取得。
- 平成21年3月 - 岡山新晃工業株式会社は、新晃空調工業株式会社を吸収合併。商号を新晃空調工業株式会社へ変更。
- 平成24年12月 - 大阪証券取引所市場第一部銘柄に指定。
- 平成25年3月 - 千代田ビル管財株式会社の発行済株式を全取得し、連結子会社とした。
- 平成25年7月 - 東京証券取引所と市場統合により東京証券取引所市場第一部に移行。
- 平成29年5月 - ダイキン工業株式会社と資本業務提携契約を締結し、ヒートポンプ空調機の共同開発を開始。
- 令和2年4月 - 新晃空調工業株式会社及び三井鉄工株式会社を吸収合併。
- 令和2年4月 - 大阪府寝屋川市に、「みんなの好奇心が『ON』になる」をコンセプトとした「SINKO AIR DESIGN STUDIO」をオープン。

## 主な製品
- 空気調和機(エアハンドリングユニット)
- ヒートポンプ空調機Ⅱ
- デシカント空調機・除湿機
- ファンコイルユニット
- ユニットヒータ
- 健康空調
- エアターミナルユニット

## 関連会社
- 新晃アトモス株式会社
- 日本ビー・エー・シー株式会社
- 千代田ビル管財株式会社
- SHANGHAI SINKO AIR CONDITIONING EQUIPMENT CO.,LTD (中国・上海市)
- SINKO AIR CONDITIONING (H.K.) LIMITED (中国・香港)
- TAIWAN SINKO KOGYO CO,LTD (台湾)